# Донкастер
До́нкастер (англ. Doncaster /ˈdɒŋkɑːstə/ або 'dɔŋkəstə) — місто в Англії, у графстві-метрополії Південний Йоркшир. Столиця урбаністичного району, одного з чотирьох таких районів у графстві. Розташоване на річці Дон. Був значним промисловим центром. В околицях міста — видобуток вугілля.
Населення міста становить 77125 мешканців за даними 2011 року.

## Історія
Донкастер виник на місці римського військового табору, встановленного тут у I-му столітті після завоювання Південної Британії Римською імперією. Римляни називали поселення Danum, ймовірно від назви річки Дон. Закінчення «кастер» походить від латинського Castra — табір.
З середини V століття, після завоювання Британії англосакцями, Донкастер став англосакським поселенням.

## Відомі люди
- Діана Рігг ( 1938 —  2020) — британська акторка театру, кіно та телебачення.
- Луї Томлінсон (нар. 24 грудня 1991 року) - британський співак та автор пісень, який здобув популярність завдяки групі One Direction і участі в шоу The X Factor у 2010 році.
- Домінік Річард Гаррісон (нар. 5 серпня 1997 року) - британський співак та автор пісень, більш відомий під сценічним псевдонімом Yungblud.

1. ↑  Google Maps — 2005.